# 헨리 대로
헨리 대로(영어: Henry Darrow, 1933년 9월 15일 ~ 2021년 3월 14일)는 미국의 배우이다.

## 출연작

### 영화
- 소다 스프링스 (2011년)
- 엔젤스 위드 엔젤스 (2005년)
- 싸이코 - 냉동 살인 (1999년)
- 매버릭 (1994년)
- 지옥의 링 (1993년)
- 타임 트랙스 (1993년)
- 쾌걸 조로 (1990년)
- 블루 히트 (1990년)
- 힛처 (1986년)
- 프레스노 (1986년)
- 쾌걸 조로 (1983년)
- 캘리포니아 썸머 캠프 (1983년)
- 뺏지 373 (1973년)

### 텔레비전
- 쾌걸 조로
- 캐넌 목장 (1967년)
- 원 라이프 투 리브 (1968년)
- 하와이 5-0수사대 (1968년)
- 딜론 보안관 (1955년)
- 전격 Z작전 (1982년)
- 달리는 사이먼 (1981년)
- 달라스 (1978년)
- 형사 Q (1976년)
- 비앤비 (1987년)
- 원더 우먼 - TV 시리즈 (1975년)
- 후커와 로마노 (1982-86)
- 미녀 첩보원 (1986, Scarecrow and Mrs. King)